# The Wife of the Centaur
The Wife of the Centaur is een Amerikaanse dramafilm uit 1924 onder regie van King Vidor. De film is wellicht zoekgeraakt.

## Verhaal
De auteur Jeffrey Dwyer voelt zich aangetrokken tot Joan Converse, maar hij laat haar vallen voor de bevallige Inez Martin. Na een korte, hevige relatie verlaat Inez hem voor Harry Todd. Jeffrey stort zich in de drank en schrijft niet meer. Hij ziet in dat hij zijn leven vergooit, trouwt hij met Joan, huurt een huisje in de bergen en schrijft er een tweede succesvolle roman. Hij is gelukkig bij Joan, totdat Inez weer zijn pad kruist. Hij wil Joan weer verlaten voor Inez, maar dit keer bedenkt hij zich.

## Rolverdeling
| Acteur             | Personage          |
| ------------------ | ------------------ |
| Eleanor Boardman   | Joan Converse      |
| John Gilbert       | Jeffrey Dwyer      |
| Aileen Pringle     | Inez Martin        |
| Kate Lester        | Mevrouw Converse   |
| William Haines     | Edward Converse    |
| Kate Price         | Mattie             |
| Jacqueline Gadsden | Hope Larrimore     |
| Bruce Covington    | Mijnheer Larrimore |
| Philo McCullough   | Harry Todd         |
| Lincoln Stedman    | Chuck              |
| William Orlamond   | Oom Roger          |